# Muraltia splendens
Muraltia splendens är en jungfrulinsväxtart som beskrevs av Margaret Rutherford Bryan Levyns. Muraltia splendens ingår i släktet Muraltia och familjen jungfrulinsväxter. Inga underarter finns listade i Catalogue of Life.